# Línguas gurunsi
O Grũsi ou línguas Gurunsi formam um subgrupo das línguas gur, compreendendo cerca de 20 línguas faladas pelos povos Gurunsi. As línguas Grũsi são faladas no norte do Gana, nas áreas adjacentes de Burquina Fasso, e Togo. A maior língua do grupo Grusi é cabié, uma língua falada por cerca de 1.200.000 pessoas (das quais 550.000 são falantes nativos) em todo o Togo central.

## Línguas
- Oriental: Bago-Kusuntu, Chala, Lukpa, cabié, Tem, Lama, Delo
- Norte: Kalamsé, Lyélé, Nuni, Pana, Kasem
- Ocidental: Chakali, Winyé, Deg, Phuie, Paasaal, Sissala, Tampulma, Vagla
- Gurunsi